# Vép
Vép è un comune dell'Ungheria di 3 546 abitanti (dati 2001). È situato nella contea di Vas.